# 4788 Сімпсон
4788 Сімпсон (4788 Simpson) — астероїд головного поясу, відкритий 4 жовтня 1986 року.
Тіссеранів параметр щодо Юпітера — 3,604.